# Zespół Mohra
Zespół Mohra (zespół ustno-twarzowo-palcowy typu II, ang. Mohr syndrome) – rzadki zespół wad wrodzonych. Został opisany po raz pierwszy w 1941 roku przez Ottona Mohra, wuja norweskiego genetyka Jana Mohra u rodziny, w której chorowało sześcioro z siódemki rodzeństwa. Na fenotyp zespołu składały się polidaktylia, syndaktylia, brachydaktylia, płatowaty język z brodawkowatymi wyroślami, nieprawidłowy kształt wyrostka stawowego żuchwy, dodatkowe szwy czaszki i epizody nieprawidłowości nerwowo-mięśniowych. W 1967 roku zespół Mohra został zaklasyfikowany do grupy zespołów ustno-twarzowo-palcowych (ang. oral-facial-digital syndromes).